# Hof van Utrecht

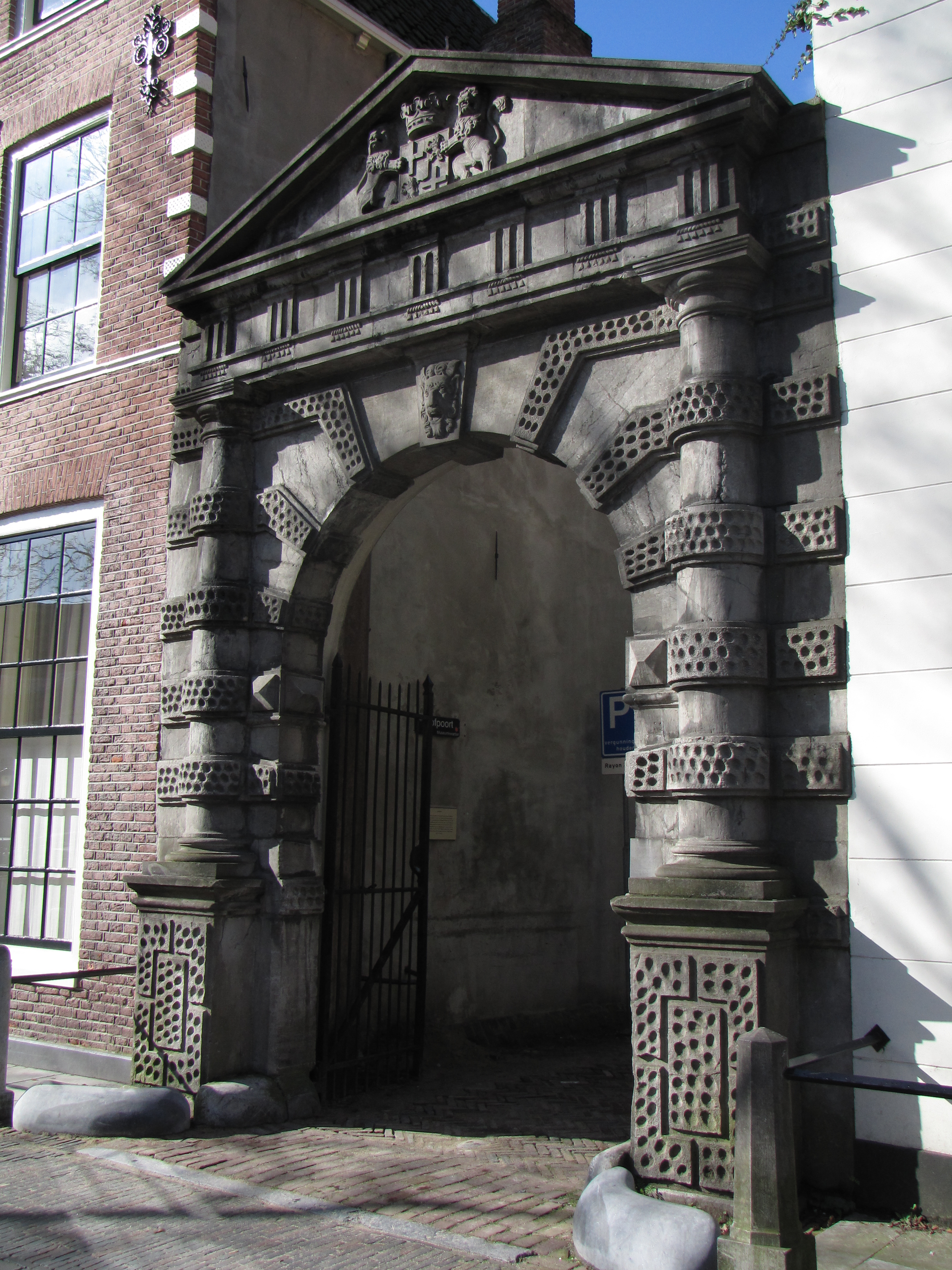
De Hofpoort bij de Nieuwegracht 5 herinnert nog aan deze voormalige rechtbank.

Het Hof van Utrecht, ook wel bekend als Hof Provinciaal, was binnen de provincie Utrecht het hoogste gerechtsorgaan. Het werd in 1530 door de landsheer Karel V ingesteld en bestond tot 1811. 
In deze rechtbank werden onder meer ernstige strafbare feiten behandeld die op het platteland van de heerlijkheid Utrecht waren begaan. De Paulusabdij in de stad Utrecht werd in 1580 opgeheven en na een verbouwing rond 1595 in gebruik genomen door het Hof van Utrecht. 
Na de opheffing in 1811 kwam er in 1838 op deze locatie een provinciaal gerechtshof, het gebouw werd daartoe verbouwd door architect Christiaan Kramm. De stad Utrecht kreeg dat jaar tevens een arrondissementsrechtbank en een kantongerecht. Het Hoog Militair Gerechtshof was al sinds 1814 aanwezig in die stad. Het Provinciaal Gerechtshof van Utrecht werd in 1875/1876 ontbonden.

## Bekende processen
- 1595: diverse veroordelingen tot de brandstapel wegens hekserij